# BMX-Rennsport-Weltmeisterschaften 2017
Die BMX-Rennsport-Weltmeisterschaften 2017 fanden am 29. Juli im US-amerikanischen Rock Hill statt. Schauplatz war der 2014 errichtete Novant Health BMX Supercross Track. 34 Nationen beteiligten sich an den Wettkämpfen.

## Programm
Vom 25. bis 28. Juli lief zunächst die BMX Racing World Challenge für die Leistungsklassen Challenge und Masters ab. Am 29. Juli waren die eigentlichen Weltmeisterschaften der Championship-Klasse, inklusive der Qualifikation. Die von 2011 bis 2016 abgehaltenen Wettbewerbe im BMX-Zeitfahren wurden wieder abgeschafft, es wurden nur noch Rennen in der Standardklasse 20 Zoll ausgerichtet.

## Ergebnisse

### Frauen Elite
Es gab 46 Fahrerinnen aus 19 Nationen. Alise Post führte das Finale vom Start weg an, verlor jedoch auf der letzten Geraden an Geschwindigkeit und konnte einen hauchdünnen Vorsprung von acht Tausendstelsekunden auf Caroline Buchanan ins Ziel retten. Für Post war es der erste Weltmeistertitel (zwei weitere gewann sie 2019 und 2024 unter dem Namen Alise Willoughby), für Buchanan war es die dritte Vize-Weltmeisterschaft in Folge.
| Platz | Name              | Zeit      |
| ----- | ----------------- | --------- |
| 1     | Alise Post        | 33,235 s  |
| 2     | Caroline Buchanan | + 0,008 s |
| 3     | Mariana Pajón     | + 0,754 s |
| 4     | Stefany Hernández | + 1,347 s |
| 5     | Axelle Étienne    | + 1,544 s |
| 6     | Laura Smulders    | + 1,598 s |
| 7     | Lauren Reynolds   | + 1,949 s |
| 8     | Sarah Walker      | + 3,158 s |

### Männer Elite
Es gab 95 Starter aus 31 Nationen. Im Finale setzte sich Corben Sharrah knapp gegen den Franzosen Sylvain André durch und sorgte nach dem Triumph von Alise Post für einen US-amerikanischen Doppelsieg vor Heimpublikum.
| Platz | Name            | Zeit           |
| ----- | --------------- | -------------- |
| 1     | Corben Sharrah  | 32,913 s       |
| 2     | Sylvain André   | + 0,038 s      |
| 3     | Joris Daudet    | + 0,978 s      |
| 4     | Niek Kimmann    | + 1,005 s      |
| 5     | Alfredo Campo   | + 1,444 s      |
| 6     | Bodi Turner     | + 1,515 s      |
| 7     | Connor Fields   | + 3,615 s      |
| 8     | Jérémy Rencurel | + 1:02,951 min |

### Juniorinnen
Es gab 36 Fahrerinnen aus 18 Nationen.
| Platz | Name                   | Zeit      |
| ----- | ---------------------- | --------- |
| 1     | Beth Shriever          | 34,478 s  |
| 2     | Saya Sakakibara        | + 0,117 s |
| 3     | Vineta Pētersone       | + 1,223 s |
| 4     | Sophia Foresta         | + 1,476 s |
| 5     | Sae Hatakeyama         | + 1,776 s |
| 6     | Warwara Owtschinnikowa | + 2,135 s |
| 7     | Paola Reis             | + 3,557 s |
| 8     | Maria Restrepo         | + 4,108 s |

### Junioren
Es gab 67 Fahrer aus 27 Nationen.
| Platz | Name                     | Zeit      |
| ----- | ------------------------ | --------- |
| 1     | Cédric Butti             | 35,041 s  |
| 2     | Kevin van de Groenendaal | + 0,212 s |
| 3     | Mikus Strazdiņš          | + 0,654 s |
| 4     | Asuma Nakai              | + 0,752 s |
| 5     | Ian van Heugten          | + 1,322 s |
| 6     | Juan Felipe Ruiz         | + 1,360 s |
| 7     | Tino Popma               | + 8,467 s |
| 8     | Josué Álvarez            | DNF       |

## Medaillenspiegel
| Platz  | Land               | Gold | Silber | Bronze | Gesamt |
| ------ | ------------------ | ---- | ------ | ------ | ------ |
| 1      | Vereinigte Staaten | 2    | 0      | 0      | 2      |
| 2      | Großbritannien     | 1    | 0      | 0      | 1      |
| 2      | Schweiz            | 1    | 0      | 0      | 1      |
| 4      | Australien         | 0    | 2      | 0      | 2      |
| 5      | Frankreich         | 0    | 1      | 1      | 2      |
| 6      | Niederlande        | 0    | 1      | 0      | 1      |
| 7      | Lettland           | 0    | 0      | 2      | 2      |
| 8      | Kolumbien          | 0    | 0      | 1      | 1      |
| Gesamt | Gesamt             | 4    | 4      | 4      | 12     |